# La Trotteuse
La bière fermière de marque La Trotteuse est issue d'une petite brasserie fermière française créée en 2015 par Jérôme Goulard. Elle est située à Saint-Brice-sous-Rânes dans le département de l'Orne dans la ferme de l'Être Soyer.
Elle fabrique 3 sortes de bières de fermentation haute non filtrée et non pasteurisée : blanche, blonde et ambrée.

## Histoire
Au cœur du département de l'Orne, entre Écouché et Rânes, la ferme de l'Être Soyer est une ferme d'élevage et de culture établie depuis le XIXe siècle. Elle porte en particulier une longue tradition d'élevage équin : « Les Soyer ».
La Trotteuse est médaillée de bronze au concours général agricole au salon international de l'agriculture à Paris en 2019 pour les 2 bières de caractère en blonde et ambrée.
Le logo de La Trotteuse est une reprise de l'ancien logo du Conseil départemental de l'Orne, légèrement modifié, avec un sulky portant le 61, numéro du département de l'Orne.